# برغندي
البُرْغَندِيّ نبيذٌ في منطقة برغونية بشرق فرنسا  في الوديان والمنحدرات غرب نهر السون أحد روافد نهر الرون. أشهر أنواع النبيذ التي تنتج هنا والتي يشار إليها عادة باسم برغندي هي نبيذ أحمر جاف مصنوع من عنب Pinot noir ونبيذ أبيض مصنوع من عنب شَردونية .

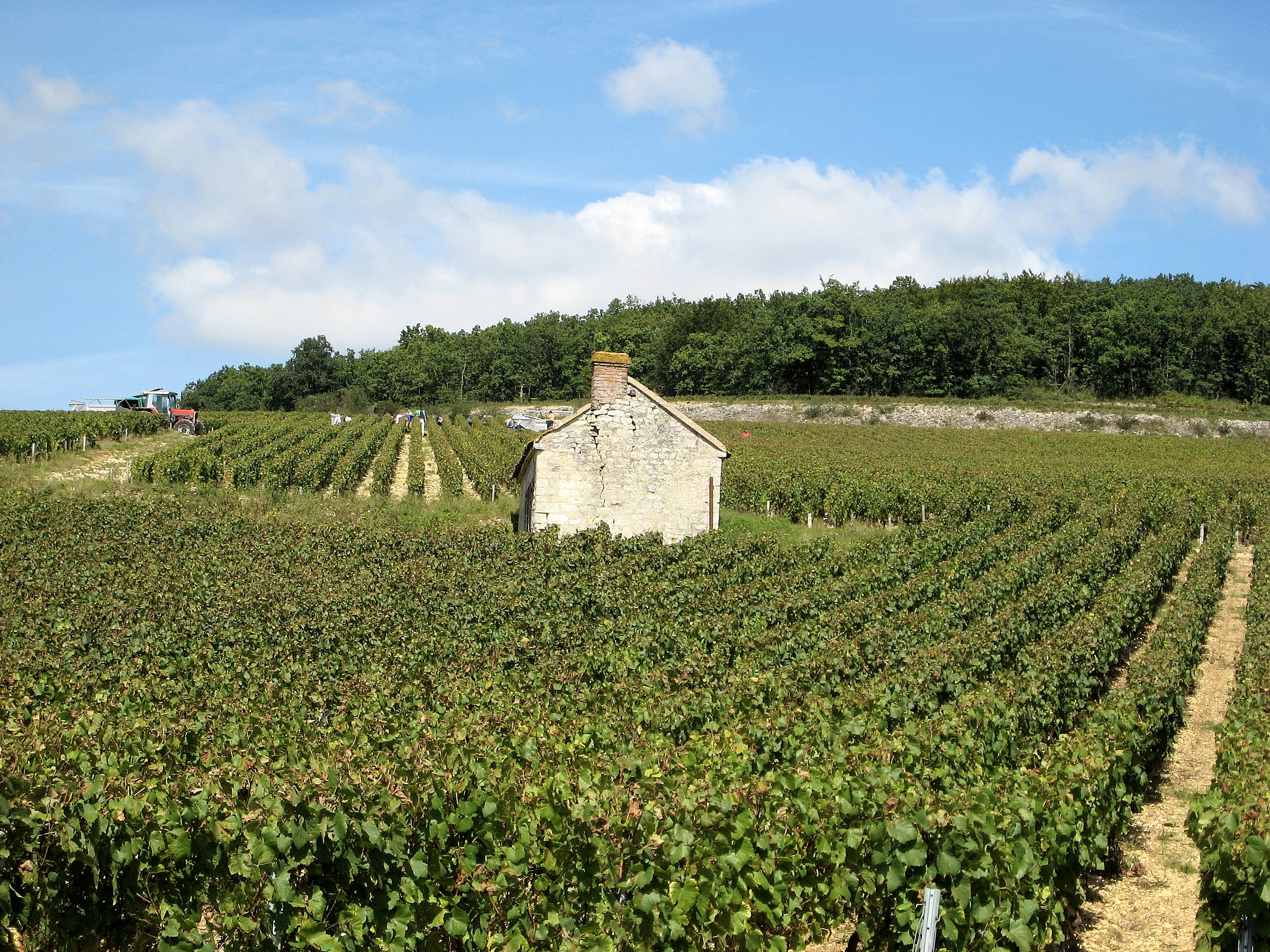
وقت الحصاد في

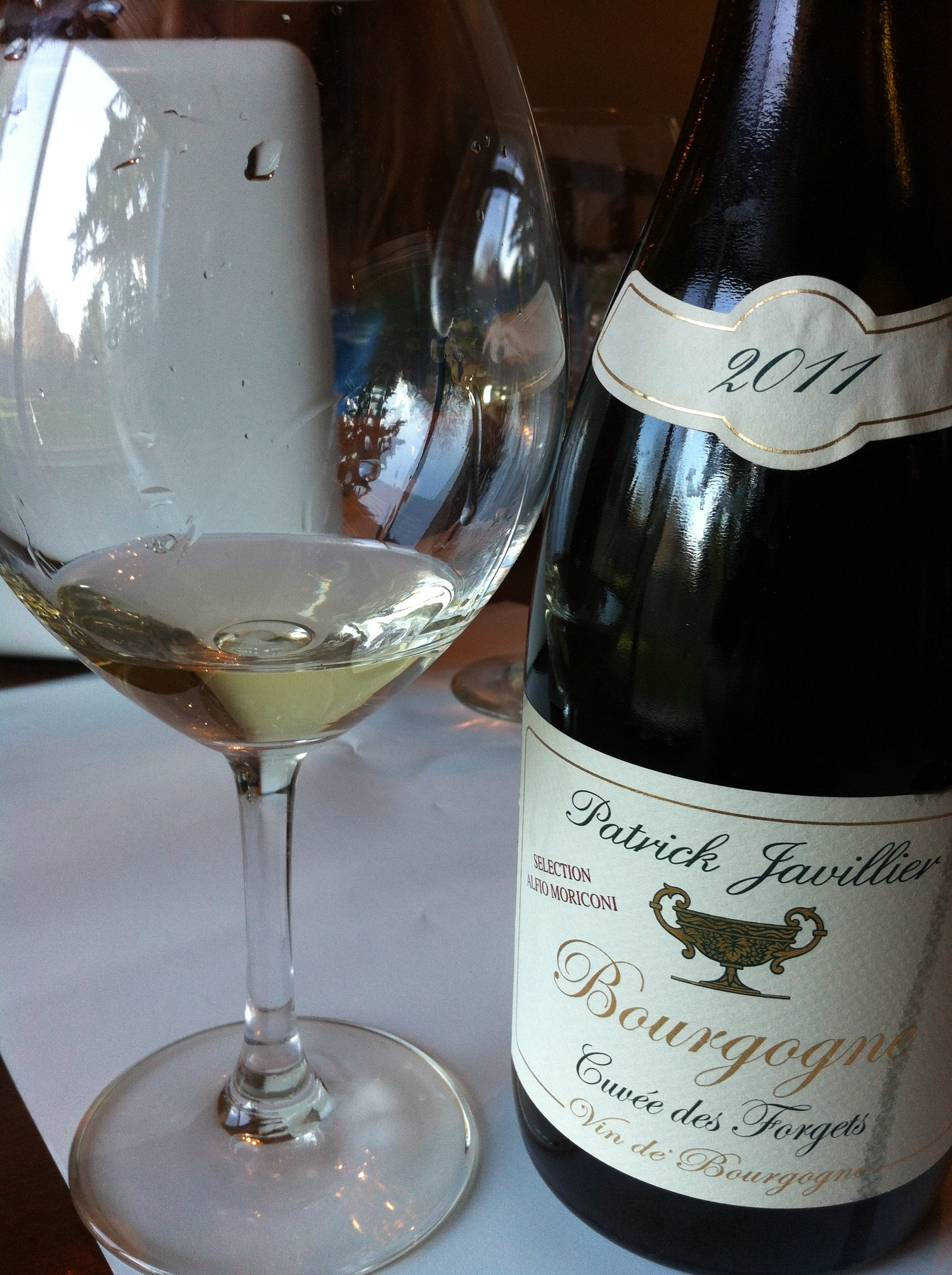
نبيذ أبيض مصنوع من نبيذ AOC Meursault الذي رفعت عنه السرية ويباع بصفته عامًا من AOC Bourgogne.